# Kommunestyre
Kommunestyret eller bystyret är det översta politiska organet i kommuner i Norge. Representantene i kommunstyret väljs av kommunens invånare. De norska kommunstyrena motsvarar kommunfullmäktige i Sverige. Kommunstyret har ungefär samma roll i kommunen som parlamentet har för hela landet. Kommunestyremedlemmarna representerer oftast politiska partier men det är inte ovanligt med lokala listor och tvärpolitiska listor. I de flesta kommuner med bystatus (en beteckning som städer med 5 000 invånare kan få) heter kommunstyret bystyre, men vissa kommuner med bystatus har behållit namnet kommunstyre.
I Norge är det största kommunstyret Trondheim, som har 85 representanter (2003), Bergen och Stavanger ligger på andra plats med 67 var.